# 福田哲平 (脚本家)
福田 哲平（ふくだ てっぺい）は、日本の脚本家。株式会社エム・エーフィールド所属。

## 作品リスト

### 脚本リスト

#### テレビドラマ
- 『&美少女 NEXT GIRL meets Tokyo』第3話（2017年、FODオリジナルドラマ）
- 『インハンド』第4・7・9話（2019年、TBS）
- 『恋する母たち』（2020年、TBS）
  - Paraviオリジナルストーリー「恋する男たち」
- 『らせんの迷宮～DNA科学捜査～』（2021年、テレビ東京）
- 『レッドアイズ 監視捜査班』（2021年、日本テレビ）
- 『パンドラの果実〜科学犯罪捜査ファイル〜』（2022年、日本テレビ・Hulu）
- 『大病院占拠』（2023年、日本テレビ）
- 『新空港占拠』（2024年、日本テレビ）
- 『アンチヒーロー』（2024年、TBS、共同脚本：山本奈奈・李正美・宮本勇人）
- 『潜入兄妹 特殊詐欺特命捜査官』（2024年、日本テレビ）
- 『放送局占拠』(2025年、日本テレビ)

#### 舞台
- 劇団スーパー・エキセントリック・シアター第54回本公演『土九六村へようこそ』（2016年）

#### Web
- 『踊る大空港、或いは私は如何にして踊るのを止めてゲームのルールを変えるに至ったか。』（2017年、本広克行総監督作品）
- チャット小説アプリ『DMM TELLER』
  - 送り付け商法
  - マナーモード
  - 連絡先
  - 仕送り
  - 危ないよ
  - 変ないきもの
  - 完全終活マニュアル
  - スイカ